# Айрис (ураган, 1995)
Ураган «Айрис» (англ. Hurricane Iris) — девятый названый тропический циклон и пятый ураган атлантического сезона ураганов 1995 года. Это был один из четырёх тропических циклонов, сформировавшийся практически одновременно. Точной датой его формирования является 22 августа, после чего он начал двигаться к Подветренным Антильским островам с силой тропического шторма. После достижения 2 категории по шкале Саффира — Симпсона, Айрис ускорил своё движение, а 7 сентября превратился в внетропический циклон. Остатки урагана достигли Западной Европы с максимальными постоянными ветрами в 34 м/с.
За своё существование, этот тропический циклон дважды испробовал эффект Фудзивары, то есть взаимодействие с другими циклонами: первый раз с ураганом «Умберто», а второй — с тропическим штормом «Карен», который был поглощён Айрис.
Ураган «Айрис» привёл к дождям на Подветренных Антильских островах, которые вызвали изолированные оползни и привели к гибели 5 человек.

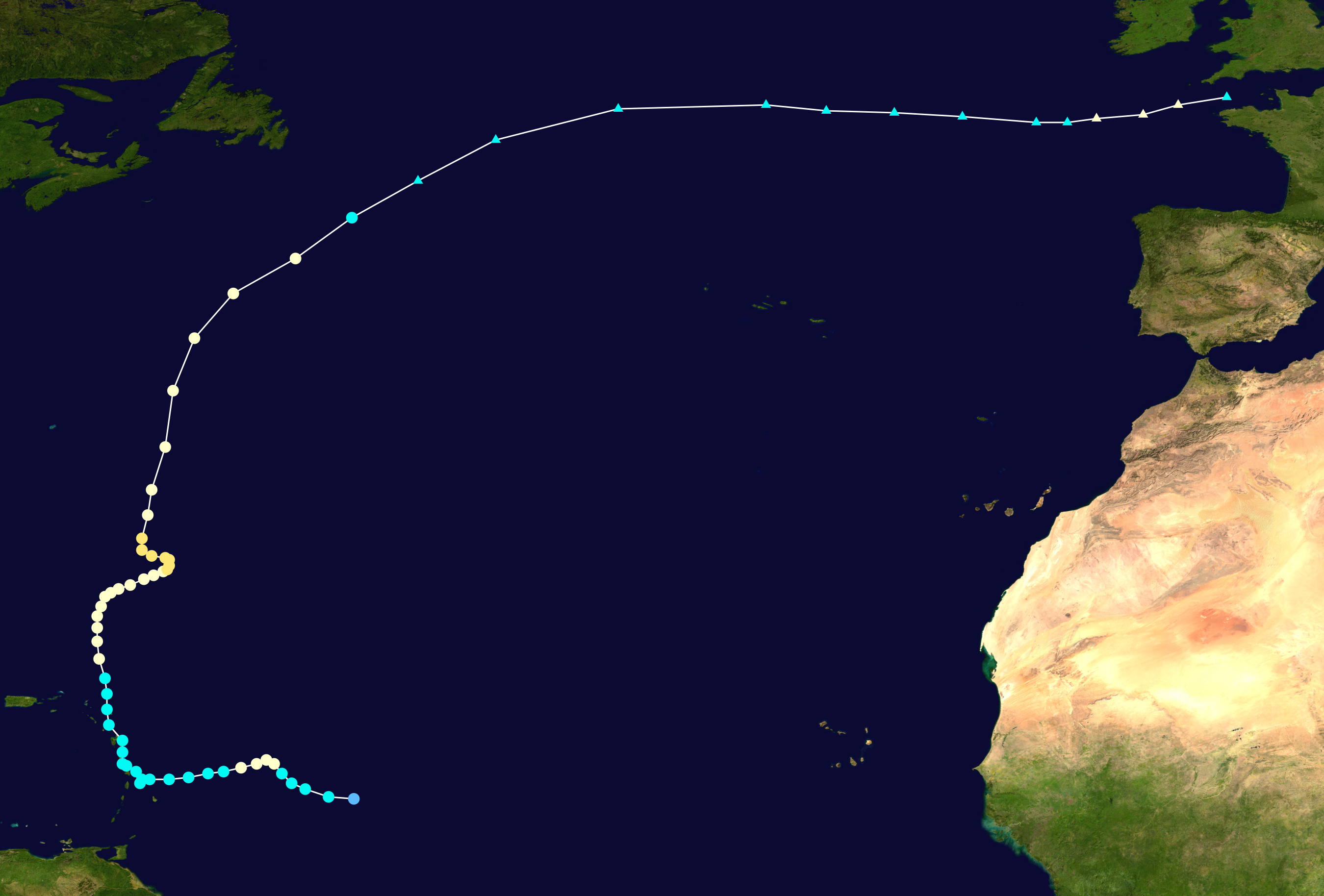